# Czarny (dopływ Macelowego Potoku)
Czarny Potok – potok spływający z południowych stoków Pienin. Jest górnym biegiem Macelowego Potoku. Powstaje na wysokości 683 m z połączenia dwóch niewielkich cieków w dolince między Nową Górą a Kirową Skałką. Spływa w kierunku południowo-zachodnim między stokami tych szczytów. Na wysokości 588 m łączy się z Kirowym Potokiem tworząc Macelowy Potok. Cała zlewnia Czarnego Potoku znajduje się w porośniętym lasem obszarze Pienińskiego Parku Narodowego. Na topograficznej mapie Geoportalu zaznaczona jest polana Budziska u jego ujścia, ale na zdjęciach lotniczych widać, że polana ta zarosła już lasem. Potok ma długość około 630 m.
Cała zlewnia Macelowego Potoku znajduje się w obrębie wsi Sromowce Niżne w województwie małopolskim, w powiecie nowotarskim, w gminie Czorsztyn.